# 대한민국 육군의 연대 목록
다음은 대한민국 육군의 연대 목록이다.

## 보병
다음은 과거의 보병연대 목록이다. 2020년 12월 1일자로 사단 예하 연대가 일제히 여단으로 개칭 및 개편되었다.
- 제2보병연대
- 제3보병연대
- 제5보병연대
- 제7보병연대
- 제8보병연대
- 제11보병연대
- 제12보병연대
- 제15보병연대
- 제17보병연대
- 제18보병연대
- 제19보병연대
- 제22보병연대
- 제23보병연대
- 제27보병연대
- 제28보병연대
- 제29보병연대
- 제30보병연대
- 제31보병연대
- 제32보병연대
- 제35보병연대
- 제36보병연대
- 제35보병연대
- 제36보병연대
- 제37보병연대
- 제38보병연대
- 제39보병연대
- 제50보병연대
- 제51보병연대
- 제52보병연대
- 제53보병연대
- 제55보병연대
- 제56보병연대
- 제57보병연대
- 제58보병연대
- 제59보병연대
- 제63보병연대
- 제65보병연대
- 제66보병연대
- 제70보병연대
- 제71보병연대
- 제72보병연대
- 제77보병연대
- 제78보병연대
- 제79보병연대
- 제80보병연대
- 제81보병연대
- 제82보병연대
- 제93보병연대
- 제95보병연대
- 제96보병연대
- 제97보병연대
- 제98보병연대
- 제99보병연대
- 제100보병연대
- 제101보병연대
- 제102보병연대
- 제103보병연대
- 제105보병연대
- 제106보병연대
- 제107보병연대
- 제108보병연대
- 제109보병연대
- 제110보병연대
- 제111보병연대
- 제112보병연대
- 제113보병연대
- 제115보병연대
- 제116보병연대
- 제117보병연대
- 제118보병연대
- 제119보병연대
- 제120보병연대
- 제121보병연대
- 제122보병연대
- 제123보병연대
- 제125보병연대
- 제126보병연대
- 제127보병연대
- 제160보병연대
- 제161보병연대
- 제162보병연대
- 제163보병연대
- 제165보병연대
- 제166보병연대
- 제167보병연대
- 제168보병연대
- 제169보병연대
- 제170보병연대
- 제171보병연대
- 제172보병연대
- 제177보병연대
- 제178보병연대
- 제179보병연대
- 제183보병연대
- 제185보병연대
- 제186보병연대
- 제187보병연대
- 제188보병연대
- 제189보병연대
- 제200보병연대
- 제201보병연대
- 제202보병연대
- 제203보병연대
- 제205보병연대
- 제206보병연대
- 제207보병연대
- 제208보병연대
- 제209보병연대
- 제210보병연대
- 제211보병연대
- 제212보병연대
- 제213보병연대
- 제215보병연대
- 제218보병연대
- 제219보병연대
- 제220보병연대
- 제221보병연대
- 제223보병연대

## 특화된 연대
| - 제300경비연대 - 제301경비연대 - 제302경비연대 - 제303경비연대 - 제305경비연대 - 제306경비연대 - 제308경비연대 | - 제23교육연대 - 제25교육연대 - 제26교육연대 - 제27교육연대 - 제28교육연대 - 제29교육연대 - 제30교육연대 | - 제700특공연대 - 제701특공연대 - 제702특공연대 - 제703특공연대 - 제705특공연대 - 제706특공연대 | - 제1수송교육연대 - 제2수송교육연대 - 제3수송교육연대 |

## 같이 보기
- 부대 목록
- 사단 목록
- 여단 목록